# فرودگاه چیلهوو گلیدرپورت
فرودگاه چیلهوو گلیدرپورت (به انگلیسی: Chilhowee Gliderport) یک فرودگاه همگانی بهره‌برداری هوایی است که یک باند فرود چمن دارد و طول باند آن ۷۹۲ متر است. این فرودگاه در کشور ایالات متحده آمریکا قرار دارد و در ارتفاع ۲۳۵ متری از سطح دریا واقع شده‌است.